# Jacobinismo

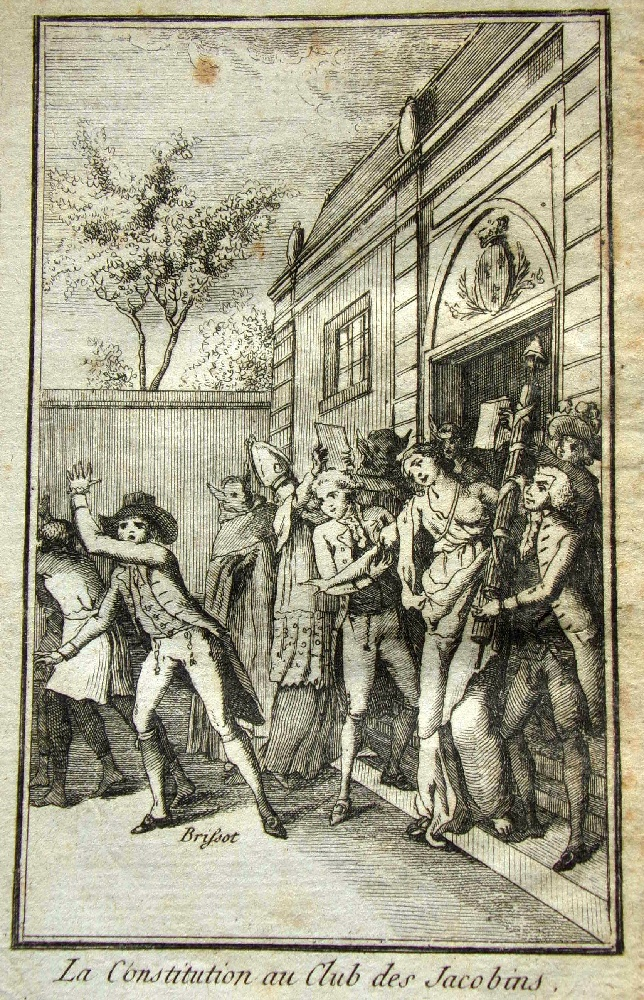
A Constituição no Club des Jacobins; final do século XVIII

O termo jacobinismo, derivado da Revolução Francesa, pode ser definido como uma estrutura de sociabilidade e discussão política com uma amplitude inédita para sua época e que foi de grande importância para a França revolucionária.
Os jacobinos, que foram inicialmente um grupo de discussão parlamentar (Clube Jacobino), eram um agrupamento extremamente diverso politicamente. Ao contrário de uma tradicional contraposição do "centralismo" e "extremismo" jacobino à "virtuosidade" dos girondinos, esse clube de discussão política era, na verdade, consideravelmente heterogêneo. O clube inicial irá se espalhar, posteriormente, por toda a França através dos clubes provinciais, possibilitando uma maior abertura sobre a discussão política e um ativismo revolucionário constante.

## Complexificação do Termo
O jacobinismo, apesar de ser um termo que mudou de significado ao longo do tempo, pode ser entendido, em linhas gerais, como um grupo que obteve maior capacidade de aglutinação e sociabilidade política no contexto revolucionário. Importantes representantes de diferentes vertentes políticas participaram dessas discussões, inclusive monarquistas e os próprios girondinos. Apesar de os jacobinos não serem o único circulo de discussão política vindo da Revolução Francesa, ele é, sem dúvidas, o que mais conseguiu coalizar o movimento republicano.
O jacobinismo serviu, portanto, como uma importante rede revolucionária de diálogos, informações, debates e educação política. Por ser um agrupamento tão diverso, é difícil defini-lo de forma estrita (e não é ao acaso que houveram fissuras dentro do próprio clube), mas é possível enfatizar alguns de seus princípios iniciais, que seriam: igualitarismo, fraternidade, patriotismo e a busca pela unidade da República, sobretudo nos anos 1792-94.

## Origens
O historiador François Furet, autor de «Penser la Révolution Française» (1978), estabelece três momentos da sua formação: o jacobinismo original (1789-1791), parlamentar e nobiliárquico; o jacobinismo misto (1791-93), aberto aos jornalistas republicanos; e o jacobinismo extremista (1793-94).
Quando surgiu, um jacobino era um membro do Clube Jacobino, clube ou movimento político francês com representação nos Três Estados e, depois, na Assembleia Nacional Francesa.
No seu início, no final do século XVIII na França, os jacobinos, eram pequenos-burgueses ainda muito ligados às suas origens rurais e pobres, pouco cultos, com pensamentos políticos e sociais radicais (queriam o extermínio dos nobres) e sua aristocracia.
Receberam a denominação de jacobinos pois reuniam-se inicialmente no Convento de São Tiago dos dominicanos (do nome Tiago em latim: Jacobus e do francês Saint-Jacques). Seus membros defendiam mudanças mais radicais que os girondinos: eram contrários à monarquia e queriam implantar uma república. Esse grupo era apoiado por um dos setores mais populares da França — os sans-cullotes — e, juntos, lutaram por outras mudanças sociais depois da revolução. Sentavam-se à esquerda do salão de reuniões.

## Evolução do seu exercício
Utilizado para caracterizar o jacobinismo foi igualmente a forma de actuar desse grupo radical, através de uma forma ditatorial de exercício do poder para atingir os objectivos, pela sua política de Terror e pela sua ideologia baseada na racionalidade que, paradoxalmente, assemelhou-se a uma religião pelo culto à deusa da Razão.
Assim dentro dos processos revolucionários, o jacobinismo constituiria um salto de qualidade para alcançar os objetivos, uma prática de radicalização e utilização de todos os meios disponíveis para isso. Nesse sentido que pode ser entendida a assimilação entre o jacobinismo com as ditaduras revolucionárias, bem como com os processos de centralização política nos aparelhos de Estado decorrente delas.
Essas características gerais – e apresentadas neste texto sem um maior aprofundamento – foram utilizadas por diversos grupos políticos em diversas partes do mundo. No Brasil, podemos citar tanto a Revolta dos Alfaiates, na Bahia, em 1798, quanto a acção de militares republicanos durante os primeiros anos da República Brasileira.
Mas a principal aproximação feita entre o jacobinismo e outros processos revolucionários, que não o francês, de 1789-1799, ocorreu com a Revolução Russa. A acção dos bolcheviques na tomada do poder e na constituição da ditadura do proletariado, em 1917, é geralmente apontada como uma acção extremada e radical de tomada do poder semelhante à realizada pelos jacobinos.

## Influência do jacobinismo no mundo lusófono
Sobre a influência negativa do jacobinismo na evolução da sociedade política e económica portuguesa se têm ocupado recentemente historiadores, sociólogos, politólogos, como Vasco Pulido Valente, Rui Ramos, Maria Filomena Mónica, etc. Nesta visão moderna, ensina-se que o jacobinismo cultivou entre nós como noutras sociedades do sul da Europa, mais marcadas pelo antigo Direito Romano, o primado da ideologia abstracta sobre a vivência pragmática concreta das sociedades, a imposição legal normalizadora restritiva da autonomia do exercício económico e de cidadania individual, com a consequente delegação no Estado Pai e Providência das responsabilidades sociais e económicas da comunidade, e o inevitável enfraquecimento da descentralização em todos os níveis e da capacidade autónoma dos cidadãos de intervenção na sociedade no seu quotidiano.

### No Brasil
No Brasil, a ideologia jacobina, republicana extremista, auxiliou a supressão do Império Brasileiro. Ocorre quando o Brasil, deixando o modelo de monarquia constitucional da Inglaterra que havia apoiado a sua independência, até então prezada, vira-se então para o modelo federal norte-americano, formalmente apenas, porque realmente influenciado sim pelo jacobinismo e pelo positivismo reinantes na Terceira República Francesa, mais consentâneos com a sua idiossincrasia lusitana de natureza tradicionalmente centralizadora do poder.
Por isto mesmo, no Brasil o termo jacobino foi aplicado especialmente nos primeiros anos da República Velha, para designar os republicanos radicais (entre eles, alguns positivistas e militaristas) que defendiam um governo forte. Após o fim do governo de Floriano Peixoto, expoente máximo da tentativa da sua aplicação e inspiração, os jacobinos ou "floreanistas" perderam força. Igualmente os jacobinos brasileiros se assumiam lusofóbicos pois consideravam os portugueses e sua influência como os principais inimigos, pois estes eram associados por eles à antiga ordem monárquica e eram considerados “exploradores sem entranhas”, mesmo enquanto imigrantes, como afirma certa carta ameaçadora escrita, ainda nessa altura volvidos tantos anos após a Independência do Brasil.

### Em Portugal
Em Portugal, o jacobinismo esteve ligado ao nacionalismo imperialista pequeno-burguês urbano (cf. A Portuguesa) que conduz ao regicídio em 1908, ao golpe militar de implantação da República depois de assassinado o respectivo Comandante em Chefe das Forças Armadas para esse efeito, e atinge o seu auge durante o terror imposto pela ditadura do Partido Democrático, ex-Partido Republicano Português, de Afonso Costa, na Primeira República — com paralela diminuição brutal do espectro de eleitores em Portugal logo a partir de 1911, e recusa às mulheres portuguesas do direito ao voto que lhes havia sido prometido durante a propaganda jacobina republicana, antes de 1910, paralelamente ao célebre bacalhau a pataco.